# Kathedrale von Nîmes

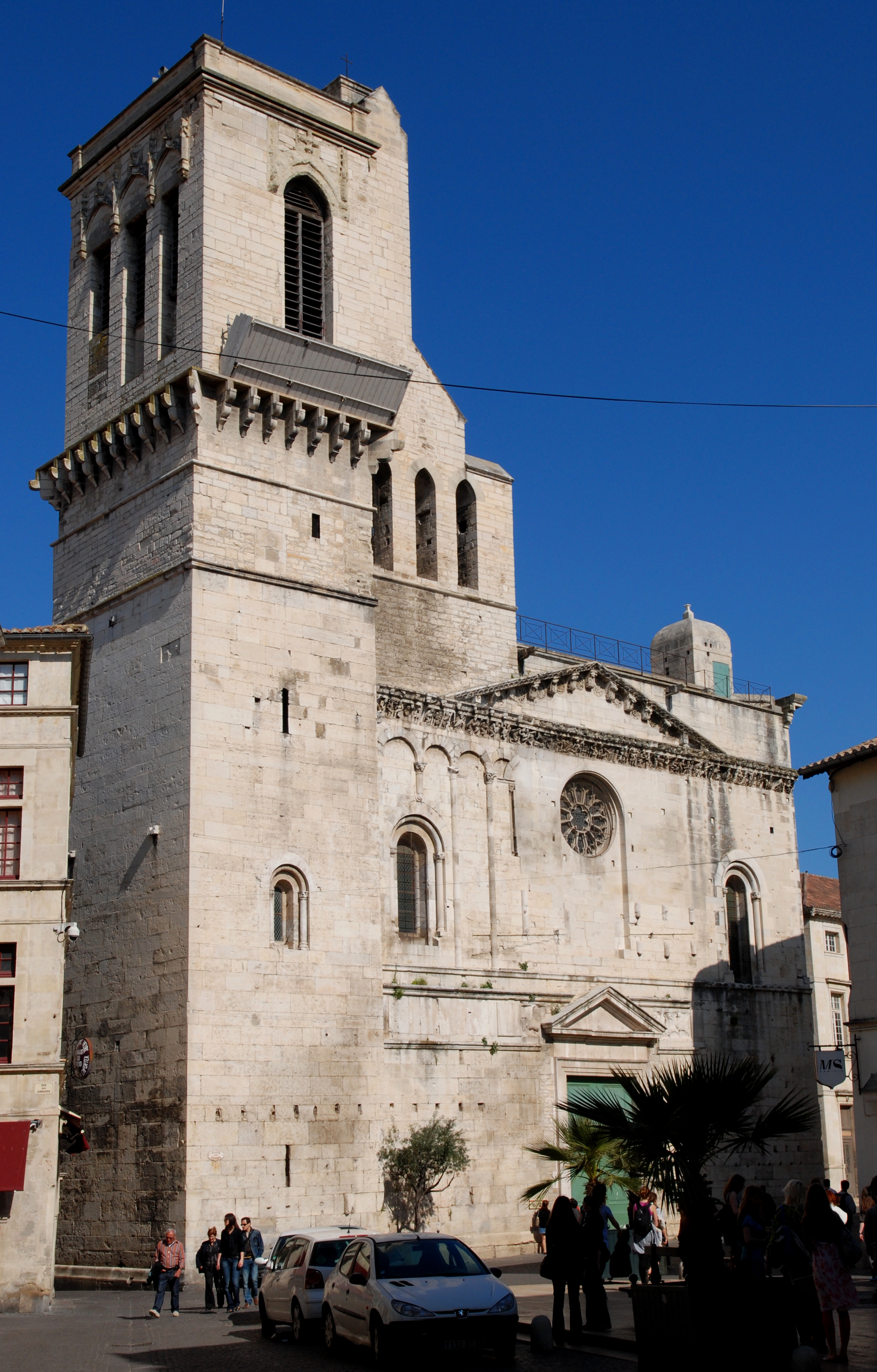
Fassade der Kathedrale

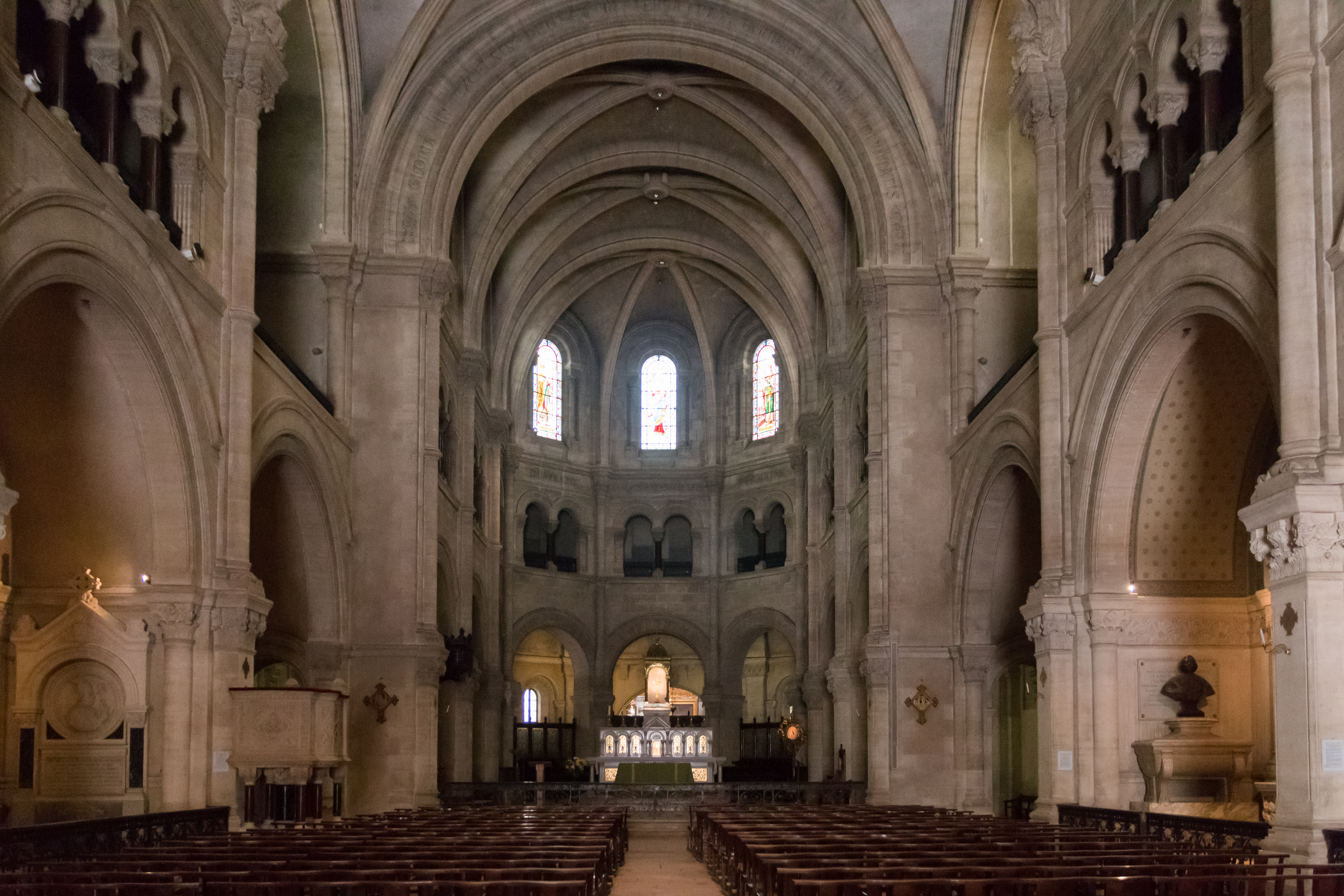
Innenraum

Die Kathedrale von Nîmes oder Cathédrale Notre-Dame-et-Saint-Castor (deutsch Kathedrale Unserer Lieben Frau und St. Castor) ist eine römisch-katholische Kathedrale in Nîmes im französischen Département Gard in der Region Okzitanien. Das klassizistische Bauwerk mit neobyzantinischer Ausstattung stammt aus dem 17. Jahrhundert. Die Kathedrale des Bistums Nîmes mit dem Titel einer Basilica minor ist Maria und dem hl. Castor gewidmet.

## Geschichte
Während der Standort der Kirche der für das 4. Jahrhundert belegten christlichen Gemeinde unklar ist, lassen sich mit Hilfe schriftlicher Quellen Spuren eines frühmittelalterlichen Vorgängerbaus als dreischiffige Basilika mit Turm und vorgelagertem Atrium am heutigen Standort belegen, der wiederum Fundamente aus römischer Zeit verwendet hatte. An dessen Stelle wurde vermutlich unter Bischof Ermengaud (1080–1090) eine hochromanische Kathedrale geplant oder gebaut, die 1096 durch Papst Urban II. geweiht wurde, wobei die Bauarbeiten sicherlich bis in das 12. Jahrhundert andauerten. Die vor allem in der Westfassade erhalten gebliebenen mittelalterlichen Teile wie die Giebelwand stammen aus einer spätromanischen Bauphase Mitte des 12. Jahrhunderts. Während der Religionskriege wurde Notre-Dame-et-Saint-Castor von den Hugenotten 1567 und 1621 zweimal schwer beschädigt.
Eine zweite Kathedrale wurde im 17. Jahrhundert unter der Leitung von Bischof Cohon im klassizistischen Stil erbaut. Das heutige Gebäudes besitzt ein einzelnes, 55 Meter langes Kirchenschiff, das mit 20 Meter hohen Rippengewölben und Seitenkapellen versehen ist. Aus dieser Zeit stammt die bemerkenswerte barocke Rosenkranzkapelle in der Erweiterung des Chores, sie stammt von 1669 und ist von einer Laterne gekrönt. Die Fassade ist zum Teil von lombardischen Bögen und einem für die provenzalisch-romanischen Stil typischen dreieckigen Giebel unterbrochen, auf dessen linker Seite sich eine Szene im Basrelief des Alten Testaments befindet. Es wurde ein 40 Meter hoher Turm errichtet, dessen Obergeschoss gotischen Stils ist. Im Jahr 1822 wurde das relativ kleine Portal romanischen Ursprungs mit den angrenzenden Skulpturen aus der gleichen Zeit abgerissen, um die heutige klassizistische Pforte mit dreieckigem Giebel zu verwirklichen.
Schließlich hat der Architekt Henri Révoil zwischen 1877 und 1882 den Innenraum der klassizistischen Kathedrale im römisch-byzantinischen Stil umgestaltet. Die dritte Kapelle auf der Südseite beherbergt eine frühchristliche Sarkophagplatte sowie das Grab von Kardinal Bernis. Die Kathedrale wurde 1877 durch Papst Pius IX. zur Basilica minor erhoben und 1906 als historisches Denkmal eingestuft.

## Orgel

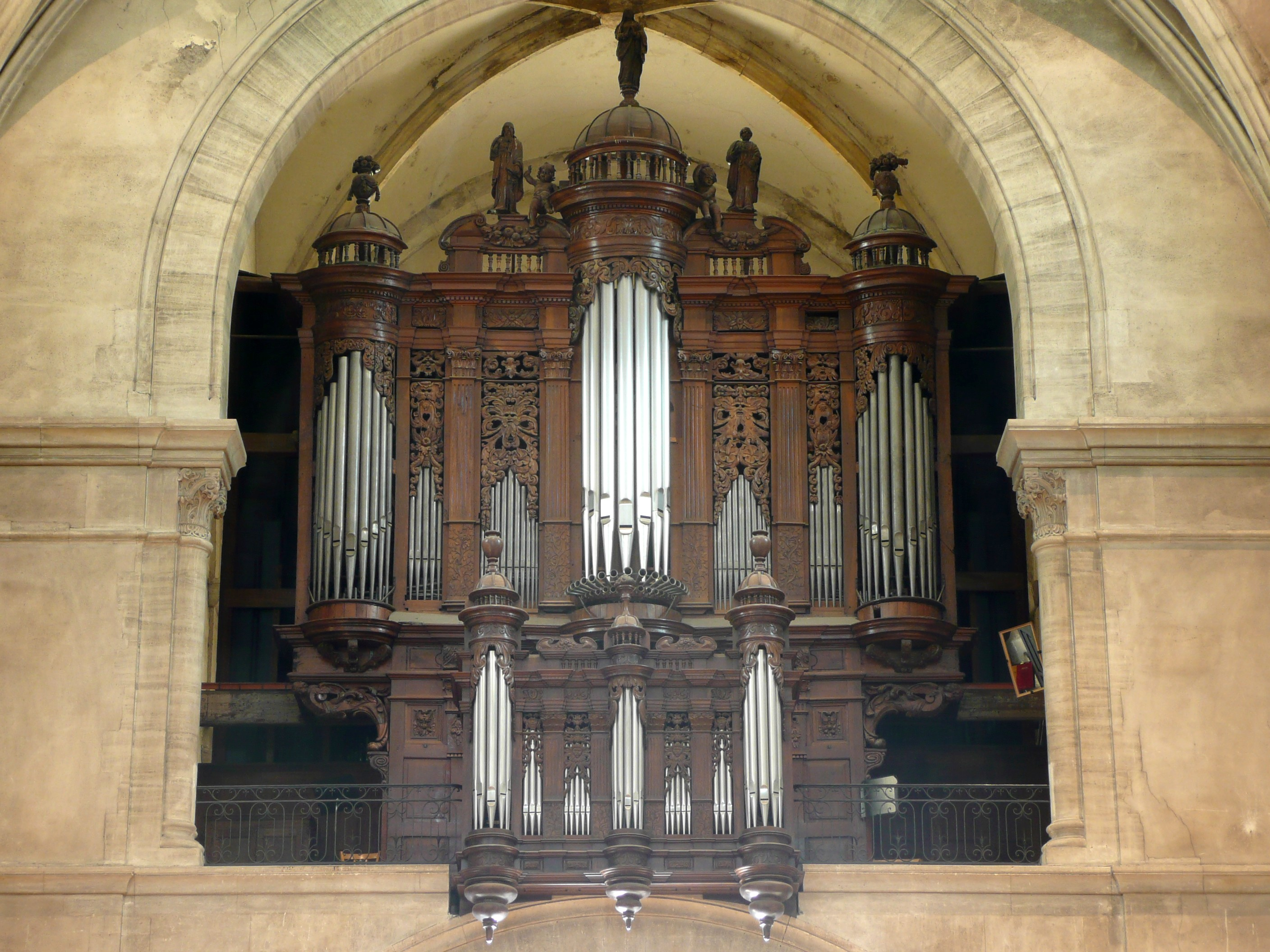
Blick auf die Orgel

Die Orgel wurde ab dem Jahr 1643 durch die Orgelbauer Gaspard und André Eustache erbaut; das Gehäuse wurde von den Künstlern Christophe Noiratte (Marseille) und Michel Péru (Avignon) geschaffen. Im Laufe der Zeit wurde das Instrument mehrfach repariert und restauriert. 1974 wurde die Orgel von dem Orgelbauer Alfred Kern (Strasbourg) restauriert. Das Instrument hat heute 51 Register auf vier Manualwerken und Pedal.
| I Positif C-g3    |        |
| Bourdon           | 8'     |
| Montre            | 4'     |
| Nazard            | 2 ⁄3'  |
| Doublette         | 2'     |
| Tierce            | 1 3⁄5' |
| Larigot           | 1 ⁄3'  |
| Plein-Jeu IV-VI 0 |        |
| Cromorne          | 8'     |

| II Grand Orgue C-g3 |         |
| Bourdon             | 16'     |
| Montre              | 08'     |
| Bourdon             | 08'     |
| Prestant            | 04'     |
| Flûte               | 04'     |
| Grosse Tierce 0     | 03 1⁄5' |
| Nazard              | 02 ⁄3'  |
| Doublette           | 02'     |
| Tierce              | 01 3⁄5' |
| Fourniture II       |         |
| Fourniture III      |         |
| Cymbale IV          |         |
| Trompette           | 08'     |
| Voix humaine        | 08'     |
| Clairon             | 04'     |

| III Récit expressif C-g3 |    |
| Flûte                    | 8' |
| Trompette en chamade 0   | 8' |
| Hautbois                 | 8' |
| Cornet V                 |    |

| IV Bombarde-Écho expressif c1-g3 |     |
| Quintaton                        | 16' |
| Flûte                            | 08' |
| Salicional                       | 08' |
| Unda Maris                       | 08' |
| Flûte                            | 04' |
| Principal                        | 04' |
| Octave                           | 02' |
| Sesquialtera II                  |     |
| Fourniture IV                    |     |
| Cymbale IV                       |     |
| Bombarde                         | 16' |
| Trompette                        | 08' |
| Clairon                          | 04' |

| Pédale C-f1   |     |
| Principal     | 16' |
| Soubasse      | 16' |
| Principal     | 08' |
| Flûte         | 08' |
| Octave        | 04' |
| Cor de nuit 0 | 02' |
| Mixture IV    |     |
| Bombarde      | 16' |
| Trompette     | 08' |
| Clairon       | 04' |